# 拉萨罗·里瓦斯
拉萨罗·里瓦斯（西班牙語：Lázaro Rivas，1975年4月4日—2013年12月22日），古巴男子摔跤运动员。他曾代表古巴参加1996年、2000年和2004年夏季奥林匹克运动会摔跤比赛，其中2000年奥运会获得一枚银牌。